# Genival Saraiva de França
Genival Saraiva de França (* 3. April 1938 in Alcantil) ist ein brasilianischer Geistlicher und emeritierter römisch-katholischer Bischof von Palmares.

## Leben
Genival Saraiva de França empfing am 1. Januar 1965 die Priesterweihe. 
Papst Johannes Paul II. ernannte ihn am 12. Juli 2000 zum Bischof von Palmares. Die Bischofsweihe spendete ihm der Bischof von Campina Grande, Luís Gonzaga Fernandes, am 23. September desselben Jahres; Mitkonsekratoren waren José Ivo Lorscheiter, Bischof von Santa Maria, und Acácio Rodrigues Alves, Altbischof von Palmares. Als Wahlspruch wählte er PRO HOMINIBUS CONSTITUITUR.
Papst Franziskus nahm am 19. März 2014 seinen altersbedingten Rücktritt an.